# Stankovany
Stankovany jsou obec v okresu Ružomberok v Žilinském kraji na Slovensku. Leží na pravém břehu Váhu v nadmořské výšce 441 metrů, asi dva kilometry nad soutokem s řekou Oravou. Žije v nich přibližně 1 100 obyvatel. V obci stojí římskokatolický kostel Božského srdce Ježíšova z počátku 20. století.

## Historie
Obec je doložená z roku 1425 jako majetek pánů z Likavky. V té době to byla obec rybářů, voroplavců a pastevců.

## Přírodní poměry
Ve Stankovanech a okolí vyvěrá několik sirnatých minerálních pramenů. Rostou zde dvě chráněné lípy velkolisté s obvodem kmenu okolo čtyř metrů. Ve správním území obce leží přírodní rezervace Korbeľka, Močiar a Rojkovské rašelinisko, přírodní památka Rojkovská travertínová kopa a zasahuje do něj část národní přírodní rezervace Šíp a chráněného areálu Rieka Orava.